# Jack London
Jack London, all'anagrafe  John Griffith Chaney London (San Francisco, 12 gennaio 1876 – Glen Ellen, 22 novembre 1916), è stato uno scrittore, giornalista e drammaturgo statunitense, noto per romanzi come Il richiamo della foresta, Martin Eden, Zanna Bianca, Il tallone di ferro, Il vagabondo delle stelle, Il lupo dei mari  e  La peste scarlatta.

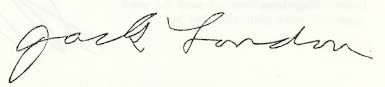
Firma di Jack London

La sua vita fu caratterizzata da attività e interessi personali diversi, coerenti con uno stile di vita vagabondo: fu strillone di giornali, pescatore clandestino di ostriche, lavandaio, cacciatore di foche, corrispondente di guerra (guerra russo-giapponese), agente di assicurazioni,  pugile,  coltivatore e cercatore d'oro, prima di realizzarsi, dopo innumerevoli tentativi, come scrittore di successo; infine si suicidò nel 1916.

## Biografia

### Primi anni
Jack London nacque a San Francisco in California nel 1876, figlio naturale (secondo Clarice Stasz e altri biografi professionisti) di un astrologo ambulante irlandese, William Henry Chaney, e di Flora Wellman figlia di un ricco inventore dell'Ohio. Il padre si disinteressò di lui, anche perché otto mesi dopo la sua nascita la madre si risposò con John London, contadino vedovo con due figli. Jack venne cresciuto dalla madre e dal padre adottivo. Terminata la scuola elementare nel 1889, London iniziò a passare da un lavoro all'altro frequentando compagnie assai poco raccomandabili, come ladri e contrabbandieri. Dopo numerose esperienze lavorative, tornò a Oakland per frequentare la Oakland High School, dove partecipò alla redazione del giornale scolastico, The Aegis.
Durante la gioventù, London venne mandato in diversi centri di rieducazione dove visse per diversi mesi.
A partire dal 1894 London aderì al socialismo sulle idee di Karl Marx, battendosi in difesa delle fasce deboli della società, partecipando ad esempio a una marcia di disoccupati su Washington per chiedere al Presidente il finanziamento di programmi di lavori pubblici contro la povertà e la mancanza di lavoro (richiesta che precorreva di decenni il New Deal Roosveltiano). Abbandonata questa marcia, si diede al vagabondaggio per gli USA, di cui tenne un diario trasformato anni dopo nel romanzo itinerante The Road.
Nel 1894, volendo iscriversi alla Berkeley University, decise di concludere gli studi secondari, finanziandosi con lavoretti di pulizia nella scuola, sul giornale della quale scrisse alcuni racconti ispirati soprattutto a Stevenson e Kipling.  Si iscrisse a Berkeley, due anni dopo e si diede a un'intensa e variegata attività politica, con orizzonti la giustizia sociale e corrispondenti lotte organizzate, interessandosi anche a Darwin, Herbert Spencer, Nietzsche e all'evoluzionismo condividendo le teorie relative alla sopravvivenza del più forte sul più debole proprie del darwinismo sociale e condividendo anche la teoria dell'oltreuomo, la quale sostiene che il concetto di lotta per la vita e la morte debba essere la regola delle comunità umane. Nel 1897 lasciò l'università a causa di problemi finanziari.

### La corsa all'oro
Il 12 luglio 1897, il ventunenne London venne a conoscenza della scoperta di ricchi giacimenti d'oro nel Klondike, sul confine fra Canada e Alaska, e con il marito di sua sorella, il capitano Shepard, salpò per unirsi alla Klondike Gold Rush, corsa all'oro che aveva il suo centro a Dawson City, dove incappò in avventure e disavventure d'ogni tipo, spesso tragiche e crudeli, che sarebbero state fonti ispiratrici di molti suoi scritti. Come tanti altri malnutriti cercatori d'oro, London sviluppò lo scorbuto.
Nel 1898 rientrò a San Francisco con un misero sacchetto d'oro, che gli fruttò pochi dollari. Si dedicò allora intensamente al lavoro letterario, riuscendo a far pubblicare solo una minima parte dei suoi numerosi scritti. Fra la fine del XIX secolo e il 1916 London giunse finalmente al successo, seppur con alti e bassi notevoli, come scrittore, giornalista e inviato speciale, e ben presto divenne uno tra i più prolifici, famosi e meglio retribuiti scrittori del suo tempo: in tutta la sua carriera letteraria scrisse oltre 50 volumi.
Nel 1903, dopo un viaggio nel Regno Unito, scrisse Il richiamo della foresta, pubblicato in seguito in circa 6.500.000 di copie solo in lingua inglese, ma pagato all'autore una somma irrisoria, diritti compresi. Dopo il successo del suo romanzo più famoso, London si dedicò interamente all'attività letteraria, trattando i temi sociali che suscitavano via via i suoi interessi. Tra gli appassionati di fantascienza tuttavia i suoi racconti godono fama di classici in netto anticipo sui tempi, sebbene questo lato della sua attività sia poco noto al grande pubblico. In numerosi di questi scritti ricorre il tema del 'giorno dopo', che descrive un'umanità ritornata ai primordi o in procinto di farlo e prospetta anticipazioni dell'ancora inesistente 'guerra batteriologica', contro una Cina divenuta enormemente popolosa e pericolosamente concorrenziale sul piano produttivo.

### Inviato di guerra
Nel 1904 salpò per la Corea, dove seguì, come corrispondente, la guerra russo-giapponese. L'esperienza durò circa sei mesi, durante i quali fu più volte arrestato dalle autorità giapponesi. Dopo il primo arresto fu rilasciato attraverso l'intervento dell'ambasciatore statunitense Lloyd Griscom. Durante il viaggio in Corea, fu nuovamente arrestato dalle autorità per essersi avvicinato troppo al confine con la Manciuria senza il permesso ufficiale e fu rimandato a Seul. Rilasciato gli fu permesso di viaggiare con l'esercito imperiale giapponese fino al confine e di osservare la battaglia di Yalu. Del terzo arresto non si sa nulla, mentre il quarto ed ultimo avvenne per aver aggredito i suoi assistenti giapponesi, che accusò di aver rubato il foraggio per il suo cavallo. Per liberarlo fu necessario l'intervento personale del presidente Theodore Roosevelt. London nel giugno 1904 lasciò definitivamente il fronte.

### 1905–16
Nel 1905, acquistò un ranch di 1.000 acri (4,0 km quadrati) ubicato a Glen Ellen, Sonoma County, California sul versante orientale del Monte Sonoma, ma fu un disastro finanziario. Stasz, suo simpatizzante, considera il suo progetto potenzialmente fattibile ma attribuisce il successivo fallimento a sfortuna o all'essere stato in anticipo sui tempi. Kevin Starr invece ritiene che London fosse stato distratto da altre occupazioni e soprattutto dal suo problema di sempre: l'alcolismo. 
L'area costruita fu chiamata Wolf House ma, proprio mentre l'edificio stava per essere ultimato, fu distrutto da un incendio. I resti di pietra del ranch sono ora un monumento storico nazionale protetto nel Jack London State Historic Park.
Nel 1906 decise di farsi costruire uno yacht per effettuare, in sette anni, il giro del mondo, cosa che non farà mai. Fra il 1907 e il 1909 viaggiò e soggiornò nei Mari del Sud e in Australia e nel frattempo diede alle stampe Il tallone di ferro, romanzo fantapolitico che immagina la presa del potere, negli Stati Uniti d'America, da parte di una ristretta oligarchia dittatoriale, con situazioni che sembrano precorrere la nascita dei regimi nazi-fascisti ma anche mettere in evidenza il carattere disumano e dispotico della stessa società capitalistica.
Nel 1909 venne pubblicato il lungamente preparato Martin Eden, una sorta di libera autobiografia in terza persona, che ottenne grande successo di pubblico.
Durante l'ultimo viaggio, avvenuto nel 1915, London incontrò il surfista Kahanamoku, il principe Jonah Kūhiō Kalaniana'ole, la regina Lili'uokalani e molti altri, per poi tornare nel suo ranch nel luglio 1916.

### Morte
Il 22 novembre 1916 venne ritrovato cadavere in un cottage nel suo ranch, probabilmente a causa di un'overdose di antidolorifici. Aveva solo 40 anni. Pur essendo stato sempre un uomo robusto, nell'arco della sua travagliata esistenza era stato colpito da gravi malattie tra cui lo scorbuto, contratto nel Klondike e da infezioni tropicali durante i viaggi sullo Snark. Soffriva inoltre di insufficienza renale, ma nonostante tutti questi problemi non smise mai di lavorare. Va ricordato inoltre che al momento della sua morte l'alcolismo era in fase avanzata e per alleviare le sofferenze assumeva molti antidolorifici, tra cui morfina e oppio, sostanze allora liberamente vendute in farmacia.

## Dibattito sull'ipotesi di suicidio
Si è dibattuto a lungo sulla sua morte. Si è sostenuta particolarmente la tesi del suicidio, quella di un'overdose puramente accidentale e quella di una necessità di assumere molti farmaci, a causa del dolore fisico, anche sfiorando il limite e alla fine superandolo e incorrendo nell'overdose fatale. Il certificato di morte riporta invece come causa del decesso l'uremia come conseguenza di insufficienza renale cronica.
Un recente studio realizzato negli Stati Uniti d'America da medici della divisione di nefrologia e ipertensione della facoltà di Medicina della University of North Carolina, partendo dal fatto che lo scrittore in una fotografia presenta sul viso i segni di una dermatite da mercurio, metallo utilizzato nella terapia della sifilide, ha sostenuto che è verosimile che questa malattia venerea possa essere stata la causa della sua morte assieme all'avvelenamento da mercurio la cui tossicità avrebbe accelerato il decorso fatale, anziché rallentarlo.

## L'entrata nei Filomati
Come riportato nel suo romanzo Il tallone di ferro, Jack London conosceva le confraternite filomatiche, in particolare quella di Chicago. La sua appartenenza all'ordine filomatico, comunque, non è stata mai smentita dall'Associazione Filomati, che in Italia ha sempre promosso i libri del romanziere, in particolare, per l'attenzione che lo scrittore volse verso i disagiati e gli emarginati. Questo particolare piglio "socialista" di London è stato ripreso in Il popolo dell'abisso, testo redatto in forma diaristica ed in cui egli stesso ne è protagonista in un suo soggiorno  a Londra, dove tra l'altro conobbe l'Esercito della Salvezza.

## Opere

### Romanzi
- The Cruise of the Dazzler, New York, Grosset & Dunlap, 1902.

La crociera della Saetta, Sesto San Giovanni, Barion, 1931.
- A Daughter of the Snows, New York, Grosset & Dunlap, 1902.

La figlia delle nevi, Milano, Modernissima, 1925.
- The Call of the Wild, New York, Macmillan & co., 1903.

Il richiamo della foresta, Milano, Modernissima, 1924.
- The Sea Wolf, New York, The Jack London Society, 1904.

Il lupo di mare, Milano, Morreale, 1924; Il lupo dei mari, Milano, Sonzogno, 1927.
- The Game, New York-London, The Macmillan Co., 1905.

Il romanzo di un boxeur, Milano, Sonzogno, 1928; La sfida, Roma, Tascabili Economici Newton, 1994.
- White Fang, New York, Grosset & Dunlap, 1906.

Zanna Bianca, Milano, Modernissima, 1925.
- Before Adam, New York, The Regent press, 1907.

Prima di Adamo, Milano, Modernissima, 1926.
- The Iron Heel, New York, The Macmillan Co., 1908.

Il tallone di ferro. Romanzo di previsione sociale, Milano, Modernissima, 1925.
- Martin Eden, New York, The Jack London Society, 1908.

Martin Eden, Milano, Modernissima, 1925.
- Burning Daylight, 1910.

Radiosa aurora, Milano, Modernissima, 1926.
- Adventure, 1911.

L'avventura, Milano, Sonzogno, 1927.
- The Scarlet Plague, 1912.

La peste scarlatta, Milano, Modernissima, 1928;Il morbo scarlatto, Milano, Nord, 1996.
- The Abysmal Brute, New York, The Century Co., 1913.

Il bruto delle caverne
- The Valley of the Moon, 1913.

La valle della Luna. Romanzo californiano, Milano, Monanni, 1928.
- The Mutiny of the Elsinore, 1914.

La rivolta dell'Elsinore, Milano, Modernissima, 1928; L'ammutinamento della Elsinore, Sesto San Giovanni, Barion, 1931.
- The Star Rover oppure The Jacket, 1915.

Il vagabondo delle stelle, Milano, Modernissima, 1928.
- The Little Lady of the Big House, 1916.

La piccola signora della grande casa, Milano, Modernissima, 1927.
- Jerry of the Islands, 1917.

Jerry delle isole, Milano, Modernissima, 1928.
- Michael, Brother of Jerry, 1917.

Micaèle, fratello di Jerry, cane da circo, Milano, Modernissima, 1928; Michael, fratello di Jerry, Milano, Mursia, 1959.
- Hearts of Three, 1920.

Tre cuori in lizza, Milano, Modernissima, 1928. [tratto da una sceneggiatura di Charles Goddard]
- Eyes of Asia, 1924. [lasciato incompiuto, col titolo di Cherry, completato dalla moglie Charmian Kittredge London]

- The Assassination Bureau, Ltd iniziato da Jack London e terminato su note di Jack London dopo la sua morte da Robert L. Fish. È stato pubblicato nel 1963.

Assassini S.p.A.', Milano, Rizzoli, 1965.

### Racconti
Il titolo principale è riferito alla prima raccolta in volume; ad esso segue l'elenco dei racconti contenuti, con eventualmente la data della precedente pubblicazione in rivista del singolo racconto.
- Il figlio del lupo (The Son of the Wolf, 1900)
  - In un paese lontano (In a Far Country, giu 1899)
  - Gli uomini di Forty Mile (The Men of Forty Mile, mag 1899)
  - Un'odissea del Nord (An Odyssey of the North, gen 1900)
  - Il privilegio del sacerdote (The Priestly Prerogative, lug 1899)
  - Il figlio del lupo (The Son of the Wolf, apr 1899)
  - All'uomo sulla pista (To the Man on the Trail, gen 1899)
  - Il silenzio bianco (The White Silence, feb 1899)
  - La moglie di un re (The Wife of a King, ago 1899)
  - La saggezza della pista (The Wisdom of the Trail, dic 1899)
- Il Dio dei suoi padri (The God of His Fathers and Other Stories, 1901)
  - Il Dio dei suoi padri (The God of His Fathers, mag 1901)
  - Il grande quesito (The Great Interrogation, mag 1901)
  - Quando gli uomini non dimenticano (Which Make Men Remember)
  - Siwash (Siwash)
  - L'uomo con la cicatrice (The Man With the Gash, 1901)
  - Jan l'ostinato (Jan the Unrepentant)
  - Il coraggio delle donne (Grit of Women, ago 1900)
  - Laddove si biforca il sentiero (Where the Trail Forks)
  - Una figlia dell'aurora (A Daughter of the Aurora, 24 dic 1899)
  - Al termine dell'arcobaleno o Dove muore l'arcobaleno (At the Rainbow's End, 24 mar 1901)
  - Il disprezzo delle donne (The Scorn of Women)
- I figli del gelo (Children of the Frost and Other Stories, 1902)
  - Nelle foreste del Nord (In the Forests of the North, set 1902)
  - La legge della vita (The Law of Life, mar 1901)
  - Nam-Bok il bugiardo (Nam-Bok the Unveracious, ago 1902)
  - Il signore del mistero (The Master of Mystery, set 1902)
  - I figli del sole (The Sunlanders, set 1902)
  - La malattia di Capo Lone (The Sickness of Lone Chief, ott 1902)
  - Keesh, figlio di Keesh (Keesh, Son of Keesh, gen 1902)
  - La morte di Ligoun (The Death of Ligoun)
  - Li Wan, la Bella (Li-Wan, the Fair, ago 1902)
  - La lega dei vecchi (The League of Old Men, 4 ott 1902)
- La fede degli uomini (The Faith of Men and Other Stories, 1904)
  - Un reperto del Pliocene (A Relic of the Pliocene)
  - Una miscela iperborea (A Hyperborean Brew)
  - La fede degli uomini (The Faith of Men)
  - Troppo oro (Too Much Gold)
  - Mille dozzine (The One Thousand Dozen)
  - Il matrimonio di Lit-Lit (The Marriage to Lit-Lit)
  - Bastardo (Bâtard oppure Diable – A Dog, giu 1902)
  - La storia di Jees Uck (The Story of Jees Uck)
- Racconti della pattuglia guardiapesca (Tales of the Fish Patrol, 1905)
  - Bianco e giallo (White and Yellow, 16 feb 1905)
  - Il re dei greci (The King of the Greeks, 2 mar 1905)
  - Un'incursione contro i pirati delle ostriche (A Raid on the Oyster Pirates, 16 mar 1905)
  - L'assedio della "Lancashire Queen" (The Siege of the "Lancashire Queen", 30 mar 1905)
  - Il "coup" di Charley (Charley's Coup, 16 feb 1905)
  - Demetrios Contos (Demetrios Contos, 27 apr 1905)
  - "Fazzoletto Giallo" (Yellow Handkerchief, 11 mag 1905)
- Faccia di luna (Moon-Face and Other Stories, 1906)
  - Faccia di luna (Moon-Face: A Story of Mortal Antipathy)
  - The Leopard Man's Story
  - Local Color
  - Amateur Night
  - I Favoriti di Mida (The Minions of Midas, 1901)
  - L'ombra e il baleno (The Shadow and the Flash, 1903)
  - Il canyon tutto d'oro (All Gold Cãnon, nov 1905)
  - Planchette
- L'amore della vita (Love of Life and Other Stories, 1907)
  - L'amore della vita (Love of Life, dic 1905)
  - The Story of Keesh oppure Keesh the Bear Hunter, gen 1904)
  - L'alloggio di un giorno (A Day's Lodging, 25 mag 1907)
  - Negore, il Vigliacco (Negore, The Coward)
  - La pista del sole (The Sun Dog Trail, dic 1905)
  - L'imprevisto (The Unexpected, ago 1906)
  - The White Man's Way, 4 nov 1906
  - Brown Wolf, o Lupo Bruno (Brown Wolf, ago 1906)
- Perdere la faccia (Lost Face, 1910)
  - Perdere la faccia oppure Perdifaccia (Lost Face)
  - Trust
  - Farsi un fuoco oppure Preparare un fuoco oppure Allestire un fuoco (To Build a Fire, 29 mag 1902, ago 1908)
  - Macchia (That Spot)
  - Flush of Gold
  - The Passing of Marcus O'Brien
  - L'astuzia di Porportuk (The Wit of Porportuk)
- Quando Dio ride (When God Laughs and Other Stories, 1911)
  - When God Laughs, gen 1907
  - L'apostata (The Apostate', set 1906)
  - A Wicked Woman
  - Just Meat
  - Created He Them
  - Chinago (The Chinago, lug 1909)
  - Make Westing
  - Semper Idem
  - A Nose For the King
  - The "Francis Spaight"
  - A Curious Fragment
  - Una bistecca oppure Una bella bistecca (A Piece of Steak, 1909)
- Racconti dei mari del Sud (South Sea Tales, 1911)
  - La casa di Mapuhi (The House of Mapuhi, 1909)
  - Il dente di balena (The Whale Tooth)
  - Mauki (Mauki)
  - Ià! Ià! Ià! ("Yah! Yah! Yah!")
  - Il pagano (The Heathen, 1908)
  - Le terribili Salomone (The Terrible Solomons)
  - L’inevitabile bianco (The Inevitable White Man)
  - Il discendente di McCoy (The Seed of McCoy, 1909)

- La casa dell'orgoglio (The House of Pride and Other Tales of Hawaii, 1912)
  - Hawaii, Mattioli 1885, ISBN 978-88-6261-356-9
  - La casa dell'orgoglio (The House of Pride, dic 1910)
  - Koolau il lebbroso (Koolau the Leper, dic 1909)
  - Addio, Jack (Good-Bye, Jack!, giu 1909)
  - Aloha Oe, dic 1908)
  - Chun Ah Chun (Chun Ah Chun, )
  - Lo sceriffo di Kona (The Sheriff of Kona)
- Un figlio del sole (A Son of the Sun, 1912)
  - A Son of the Sun, 27 mag 1911
  - The Proud Goat of Aloysius Pankburn, 24 giu 1911
  - The Devils of Fuatino, 29 giu 1911
  - The Jokers of New Gibbon, 19 nov 1911
  - A Little Account with Swithin Hall, 2 set 1911)
  - A Goboto Night, 30 set 1911
  - The Feathers of the Sun, 9 mar 1912
  - Le perle di Parlay (The Pearls of Parlay, 14 ott 1911)
- "Smoke" Bellew (Smoke Bellew, 1912)
  - Il sapore della carne (The Taste of the Meat, giu 1911)
  - La carne (The Meat, lug 1911)
  - La corsa al fiume Squaw (The Stampede of Squaw Creek, ago 1911)
  - Shorty sogna (Shorty Dreams, set 1911)
  - L'uomo sull'altra riva (The Man on the Other Bank, ott 1911)
  - La corsa per la Numero Tre (The Race for Number Three oppure The Race for Number One, nov 1911)
  - Il piccoletto (The Littler Man, dic 1911)
  - L'impiccagione di Cultus George (The Hanging of Cultus George, gen 1912)
  - L'errore del creato (The Mistake of Creation, feb 1912)
  - La beffa delle uova d'oro (A Flutter in Eggs, mar 1912)
  - La futura città di Tra-Lee (The Town-Site of Tra-Lee, apr 1912)
  - Una meraviglia di donna (Wonder of Woman, mag-giu 1912)
- Nato di notte (The Nightborn, 1913)
  - The Nightborn
  - La follia di John Harned (The Madness of John Harned, 1909)
  - Quando il mondo era giovane (When the World Was Young, 1910)
  - The Benefit of the Doubt
  - Winged Blackmail
  - Bunch of Knuckles
  - Guerra (War)
  - Under the Deck Awnings
  - To Kill a Man
  - Il messicano (The Mexican, 1911)
- La forza dei forti (The Strength of the Strong, 1914)
  - The Heathen, set 1909
  - La forza dei forti (The Strength of the Strong, 1911)
  - A sud dello Slot (South of the Slot, 22 mag 1909)
  - L'invasione senza pari oppure L'invasione della Cina (The Unparalleled Invasion, 1910)
  - Il nemico del mondo (The Enemy of All the World, 1908)
  - Il sogno di Debs (The Dream of Debs, gen e feb 1909)
  - The Sea Farmer
  - Samuel (Samuel)
- Le tartarughe di Tasman (The Turtles of Tasman, (1916)
  - By the Turtles of Tasman
  - L'eternità delle forme (The Eternity of Forms)
  - Nel reparto idioti (Told in the Drooling Ward, 1914)
  - The Hobo and the Fairy
  - The Prodigal Father
  - The First Poet
  - Finis
  - The End of the Story
- Il Dio Rosso (The Red One, 1918)
  - Il Dio Rosso oppure Il Rosso (The Red One, ott 1918)
  - The Hussy, dic 1916
  - Come Argo dei tempi antichi (Like Argus of the Ancient Times, mar 1917)
  - La principessa (The Princess, giu 1918)
- Sulla stuoia di Makaloa (On the Makaloa Mat, 1919)
  - Sulla stuoia di Makaloa (On the Makaloa Mat, mar 1919)
  - Le ossa di Kahekili (The Bones of Kahekili, nov 1918)
  - Quando Alice mise a nudo la sua anima (When Alice Told Her Soul)
  - Tibie (Shin-Bones, 1919)
  - Il figlio del mare (The Water Baby)
  - Le lacrime di Ah Kim (The Tears of Ah Kim)
  - The Kanaka Surf, feb 1917
- Coraggio olandese (Dutch Courage and Other Stories, 1922)
  - Dutch Courage, 29 nov 1900
  - Storia di un tifone al largo della costa del Giappone (Typhoon Off the Coast of Japan, 11 nov 1893)
  - (The Lost Poacher, 14 mar 1901)
  - The Banks of the Sacramento, 17 mar 1904
  - Chris Farrington, Able Seaman, 23 mag 1901
  - To Repel Boarders, giu 1902
  - An Adventure in the Upper Sea, 29 mag 1902
  - Bald–Face, giu 1902
  - In Yeddo Bay, feb 1903
  - Whose Business is to Live, set 1922
- Racconti non presenti in nessuna di queste raccolte:
  - Two Gold Bricks, set 1897
  - Mille volte morto oppure Le mille e una morte (A Thousand Deaths, mag 1899)
  - Il giorno del Ringraziamento a Slav Creek (Thanksgiving On Slav Creek, 1900)
  - Come si manda avanti una casa nel Klondike (Housekeeping in the Klondike, 1900)
  - Il vagabondo (The Tramp, 1901)
  - Come sono diventato socialista (How I Became a Socialist, 1903)
  - Un'arrampicata sulla slavina (Up the Slide, 1906)

### Teatro
- Scorn of Women, 1906
- Theft, 1910
- Daughters of the Rich: A One Act Play, 1915
- The Acorn Planter: A California Forest Play, 1916
- The First Poet, 1916 (scritta da George Sterling, che chiese a London di pubblicarla a nome suo)
- A Wicked Woman. In The Human Drift, 1917 (rappresentato per la prima volta come Her Brother's Clothes a San Francisco nel 1910)

### Memorie
- Il diario del vagabondo (The Tramp Diary, 1894; appunti di viaggio)
- La strada (The Road, 1907; raccolta di nove articoli apparsi su Cosmopolitan tra il 1906 e il 1907)
- La crociera dello Snark (The Cruise of the Snark, 1911; diari di viaggio)
  - trad. di Maria Luisa Giartosio de Courten, Roma, Sampietro, 1958; Collana Gli struzzi n.326, Torino, Einaudi, 1987, ISBN 978-88-065-9919-5.
  - trad. di Laura Nicoletta Zema e Maria Cristina Zema, Collana Le pagine del mare, Milano, Effemme, 2004.
  - trad. di Carlo Padovani, Fidenza, Mattioli 1885, 2018, ISBN 978-88-6261-505-1.
- John Barleycorn. Memorie alcoliche oppure Ricordi di un bevitore (John Barleycorn, 1913; autobiografia) 
  - traduzione di Davide Sapienza, Fidenza, Mattioli 1885, 2010, ISBN 978-88-6261-171-8.

### Saggi
- The Kempton-Wace Letters, 1903. [dialogo epistolare scritto in collaborazione con Anna Strunsky]
- Il popolo degli abissi o Il popolo dell'abisso (The People of the Abyss, New York, Grosset & Dunlap, 1903), Milano, Corticelli, 1928. [studio sociologico sulle condizioni di vita dell'East End di Londra]
- Guerra di classe (War of the Classes, New York, The Regent Press, 1905), Camerano, Gwynplaine, 2009.
- Rivoluzione (Revolution and Other Essays, New York, Macmillan, 1910), Fidenza, Mattioli 1885, 2007.
  - Rivoluzione (Revolution)
  - Il sonnambulo (The Somnambulists)
  - La dignità dei dollari (The Dignity of Dollars)
  - Goliah (Goliah, 1908)
  - Il papavero d'oro (The Golden Poppy)
  - Il pianeta si restringe (The Shrinkage of the Planet)
  - La casa bellissima (The beautiful house)
  - I cercatori d'oro del Nord (The Gold Hunters of the North)
  - Foma Gordeev (Fomá Gordyéeff)
  - Queste ossa risorgeranno (These Bones Shall Rise Again)
  - Gli altri animali (The Other Animals)
  - Il pericolo giallo (The Yellow Peril)
  - Cos'è la vita per me (Pubblicato anche con il titolo: Il senso della vita, 1906) (What Life Means to Me)
- Il flusso umano (The Human Drift, New York, Macmillan, 1917).

Saggi non pubblicati:
- L'azione efficace e la stupidità collettiva (1902-1903)

## Opere pubblicate in italiano
- Il richiamo della foresta, trad. Gastone Rossi, Sonzogno 1928; trad. Dienne Carter e Gian Dàuli, Modernissima 1928
- I cercatori d'oro (poi ristampato come L'amore della vita), trad. G. Delaudi, Monanni 1928 (racconti)
- Il tallone di ferro, Monanni 1928 (romanzo)
- La valle della luna, trad. G. Delchiaro, Monanni 1928
- L'avventura di Giovanna Lackland, trad. Gianni D'Arezzo, Modernissima 1928
- La rivolta dell'Elsinore (stampato anche come L'ammutinamento dell'Elsinore), trad. Mario Benzi, Modernissima 1928; trad. Giuseppina Taddei, Bietti 1931; Barion 1940; trad. Mario Malatesta, Sonzogno 1931, trad. Mario Malatesta, 1952, trad. Livio Crescenzi e Silvia Zamagni, Mattioli 1885 - 2011
- Tre cuori in lizza, Modernissima 1928
- La figlia delle nevi, trad. Giovanni Marcellini, Modernissima 1928; trad. Adelel Levi, Barion 1929
- Il vagabondo delle stelle, trad. di G. Delchiaro, Monanni 1928; trad. di S. Manferlotti, Adelphi 2005
- La guardia di pesca, trad. Gastone Rossi, Sonzogno 1928
- Jerry delle isole, trad. Gian Dàuli, Modernissima 1928
- Zanna bianca, trad. Gian Dàuli, Modernissima 1928
- Il lupo dei mari (stampato anche come Il lupo di mare), trad. Gastone Rossi, Sonzogno 1928; trad. Mario Benzi, Barion 1929; trad. Amy Coopmans De Yoldi, Longanesi 1972
- Martin Eden, trad. Gastone Rossi, Sonzogno 1928; trad. Gian Dàuli, Modernissima 1928; trad. Mario Benzi, Bietti, 1928; trad. Amy Coopmans de Yoldi, Longanesi 1972; trad. Giovanni Baldi, Garzanti 1989; trad. C. Scerbanenco, Frassinelli 1997.
- Nella tempesta, trad. Dienne Carter e Gian Dàuli, Modernissima 1928
- La peste scarlatta, trad. Dienne Carter e Gian Dàuli, Modernissima 1928
- La piccola signora della grande casa, trad. Aldo Traverso e Gian Dauli, Modernissima 1928
- Tre cuori in lizza, trad. Mario Benzi, Modernissima 1928
- Quando Dio ride, trad. Gian Dàuli, Modernissima, 1928; Bietti 1930; Edizioni Lindau 2017
- Il popolo dell'abisso, trad. Gianni D'Arezzo, Corticelli 1928; trad. Giovanni Marcellini, Modernissima 1928; Bietti 1930
- Radiosa aurora, trad. Gastone Rossi, Sonzogno 1928
- Racconti del Mare del Sud, trad. Teresa Novi, La nuova Italia 1928
- Ricordi di un bevitore, trad. Dienne Carter e Gian Dàuli, Delta 1928; sotto il titolo "Memorie", trad. G. Delchiaro, Monanni 1929
- Il dio rosso - Il pianto di Ah Kim, trad. Tullio Silvestri, Barion 1929
- Il Dio dei suoi padri, trad. Tullio Silvestri, Modernissima 1929
- Micaele, fratello di Jerry, cane da circo, trad. Gian Dauli, Modernissima 1929
- All'osteria dell'ultima fortuna, trad. Lucia Krasnik, Modernissima 1929
- L'avventura, trad. Rosalia Gwis Adami, Bietti 1929; Essedue edizioni 1982
- I figli del gelo, trad. Ida Lori, Bietti 1929
- I cercatori d'oro, trad. G. Delchiaro, Monanni 1929
- La strada, trad. L. Viscardini, Modernissima 1930
- Fumo Bellew, Barion 1931
- Memorie, Monanni 1931
- Il figlio del lupo, Barion 1936
- La peste scarlatta, Barion 1936 (comprende altri otto racconti), Adelphi 2000 (a cura di Ottavio Fatica).
- Sui mari del sud, Sonzogno 1961

- " Michael cane da circo", titolo originale: Michael brother of Jerry, traduzione Carla Ferri,prefazione e note Gemma Villa Guglielmetti,Milano Bietti 1967
- Assassini S.p.A., traduzione di Maria Gallone, I Delfini Fabbri Editori, 2003, Bergamo
- Le mille e una morte, a cura di O. Fatica, Adelphi 2006
- Il nemico del mondo, (Finisterrae, Mantova, 2008).
- Guerra di classe. Il sogno di Debs. Saggi sulla lotta di classe negli Stati Uniti e un racconto, a cura di Orlando Micucci, prefazione di Valerio Evangelisti, traduzione di Laura Emilia Barchiesi, Gwynplaine, 2009.
- Opere complete di Jack London a cura di Gian Dàuli: Confessione, Sul treno, Figure, Acciuffato, Il Penitenziario, Vagabondi che passan nella notte, Sbarazzini e ladruncoli, Duemila vagabondi, Poliziotti, Radiosa aurora; Appunto di Mamas Patata per Mavalepami.
- Guerra alla Cina. L'inaudita invasione, O barra O Edizioni, Milano, 2012
- L'avventura, Leone Editore, Milano, 2014.
- Prima di Adamo, Leone Editore, Milano, 2011.
- Preparare un fuoco, Mattioli 1885, Fidenza 2007 traduzione di Davide Sapienza ISBN 978-88-89397-65-7
- Cacciatore di anime, Mattioli 1885, Fidenza 2009 traduzione di Davide Speranza ISBN 978-88-6261-053-7
- La classica faccia da pugile, Mattioli 1885, Fidenza ISBN 978-88-6261-158-9
- Jack London, Accendere un fuoco, traduzione di Riccardo Mainetti, Prefazione di Sara Staffolani, flower-ed, Roma 2020

## Filmografia

### Soggettista

#### Cinema
- The Call of the Wild, regia di David Wark Griffith - cortometraggio (1908)
- The Sea Wolf, regia di Hobart Bosworth (1913)
- The Sea Wolf, regia di George Melford (1920)
- The Star Rover, regia di Edward Sloman (1920)
- The Mutiny of the Elsinore, regia di Edward Sloman (1920)
- Adventure, regia di Victor Fleming da L'avventura (1925)
- White Fang, regia di Laurence Trimble (1925)
- Dura lex, regia di Lev Vladimirovič Kulešov (1926)
- Il veliero del diavolo, regia di John G. Adolfi - da Demetrios Contos (1928)
- Il lupo dei mari, regia di Alfred Santell (1930)
- Construire un feu, regia di Claude Autant-Lara (1930)
- Il richiamo della foresta, regia di William A. Wellman (1935)
- L'ammutinamento dell'Elsinore, regia di Pierre Chenal (1936)
- White Fang, regia di David Butler (1936)
- Uomini e lupi (Wolf Call), regia di George Waggner (1939)
- Romance of the Redwoods, regia di Charles Vidor (1939)
- Torture Ship, regia di Victor Halperin (1939)
- La via dell'oro, regia di Phil Rosen (1940)
- Il lupo dei mari, regia di Michael Curtiz (1941)
- Martin Eden (The Adventures of Martin Eden), regia di Sidney Salkow (1942)
- Alaska, regia di George Archainbaud (1944)
- Schiavi della paura di Peter Godfrey (1950)
- Intrepidi vendicatori (The Fighter) di Herbert Kline (1952)
- Larsen il lupo di Harmon Jones (1958)
- Assassination Bureau di Basil Dearden (1969)
- Il richiamo della foresta di Ken Annakin (1972)
- Zanna Bianca di Lucio Fulci (1973)
- L'imperatore del Nord di Robert Aldrich (1973)
- Il ritorno di Zanna Bianca di Lucio Fulci (1974)
- I figli di Zanna Bianca di Maurizio Pradeaux (1974)
- Zanna Bianca alla riscossa di Tonino Ricci (1974)
- La spacconata di Alfonso Brescia (1975)
- Il lupo dei mari di Giuseppe Vari (1975)
- Il richiamo del lupo di Gianfranco Baldanello (1975)
- The Call of the Wild di Jerry Jameson (1976)
- Zanna Bianca e il cacciatore solitario di Alfonso Brescia (1976)
- Zanna Bianca e il grande Kid, regia di Vito Bruschini (1977)
- L'abbraccio dell'orso (A Deadly Game), regia di Jack Gold (1979)
- Jack London Story (Klondike Fever), regia di Peter Carter (1980)
- Zanna Bianca - Un piccolo grande lupo, regia di Randal Kleiser (1991)
- Zanna Bianca, serie televisiva canadese (1993-94)
- La leggenda di Zanna Bianca (White Fang 2: Myth of the White Wolf), regia di Ken Olin (1994)
- The Sea Wolf, regia di Gary T. McDonald (1997)
- Burning Daylight, regia di Sanzhar Sultanov (2010)
- Martin Eden, regia di Pietro Marcello (2019)
- Il richiamo della foresta, regia di Chris Sanders (2020)

#### Televisione
- Martin Eden, regia di Giacomo Battiato (1979)

### Opere su Jack London
- Jack London, regia di Alfred Santell (1943).
- L'avventura del grande nord, miniserie TV (1974)
- Jack London (Jack London's Tales of the Klondike) - serie TV (1981)

## Nella cultura di massa
- Nei fumetti, Jack London appare all'interno della Saga di Paperon de' Paperoni di Don Rosa nell'episodio Cuori nello Yukon, come cronista al seguito del colonnello delle Giubbe Rosse Sam Steele. Al termine del fumetto, c'è anche un accenno ad uno dei più famosi romanzi dell'autore: egli afferma, infatti, di voler intitolare il suo romanzo ispirato alle sue avventure nel Klondike Il richiamo del papero.
- Altra apparizione di Jack London nell'universo dei fumetti la troviamo nel volume La giovinezza, avventura retrospettiva di Corto Maltese scritta e disegnata da Hugo Pratt. La vicenda si svolge in Manciuria durante la guerra russo-giapponese e lo scrittore statunitense ne è praticamente il protagonista. Hugo Pratt aveva già ripreso l'idea alla base del racconto Perdifaccia (che si può trovare nella raccolta di racconti Le mille e una morte) nella storia Teste e funghi, con Corto Maltese come protagonista.
- Nell'albo a fumetti L'Uomo di Tsushima, scritto e disegnato da Bonvi, appare anche Jack London nei panni dell'alter ego dell'autore.
- Jack London appare anche in un doppio episodio della serie TV Star Trek: The Next Generation dal titolo Un mistero dal passato (Time's Arrow), ambientato nel passato. Viene rappresentato come un giovane tuttofare che deve ancora scoprire il suo talento di scrittore.
- Jack London compare in due romanzi del Ciclo del Mondo del Fiume (Riverworld), una serie di cinque romanzi e di alcuni racconti di fantascienza dello scrittore statunitense Philip José Farmer.
- Jack London è stato uno degli autori preferiti di Christopher McCandless, il ragazzo statunitense che nel 1990, dopo la laurea, abbandona la società per andare a vivere nelle terre selvagge, in Alaska. La storia è raccontata nel celebre film Into the Wild - Nelle terre selvagge, diretto da Sean Penn e tratto dall'omonimo libro di Jon Krakauer (uscito in Italia con il titolo Nelle terre estreme).
- Nel fumetto La pista dei molti soli di Nick Carter di Bonvi, ai protagonisti si affianca un soggetto che solo alla fine della storia si scopre essere Jack London.